# Phasmatodea
Los fásmidos (Phasmida o Phasmatodea, del griego antiguo φάσμα phasma, ‘aparición o espíritu’) son un orden de insectos neópteros conocidos comúnmente como insectos palo e insectos hoja, palotes (Chile y Argentina), zapatones o campamochas (México), matacaballos (Colombia).
Hay descritas más de 3000 especies. Son un grupo especializado en el camuflaje (cripsis) con colores, formas y comportamientos extraordinarios que los confunden con la vegetación sobre la que habitan y de la que se alimentan.
Entre los fásmidos se encuentran los insectos más pesados (Heteropteryx dilatata con 30-40 g de peso) y los más grandes (Phobaeticus chani con 35,7 cm de longitud). Son hemimetábolos y exopterigotos.

## Características
Por sus formas presentan tres tipos morfológicos principales:
- Insectos palo: alargados, con o sin alas (en caso de presentarlas pueden ser funcionales o no para el vuelo); sección transversal del cuerpo más o menos cilíndrica; similares a pequeñas ramitas, tanto en color como en forma.
- Insectos hoja: formas aladas, de cuerpo ancho, aplanado dorsoventralmente, con expansiones laminares en las patas y similares a hojas.
- Insectos corteza: suelen tener el cuerpo más robusto y en muchas ocasiones con protuberancias en forma de pequeñas espinas sobre todo o parte del cuerpo.

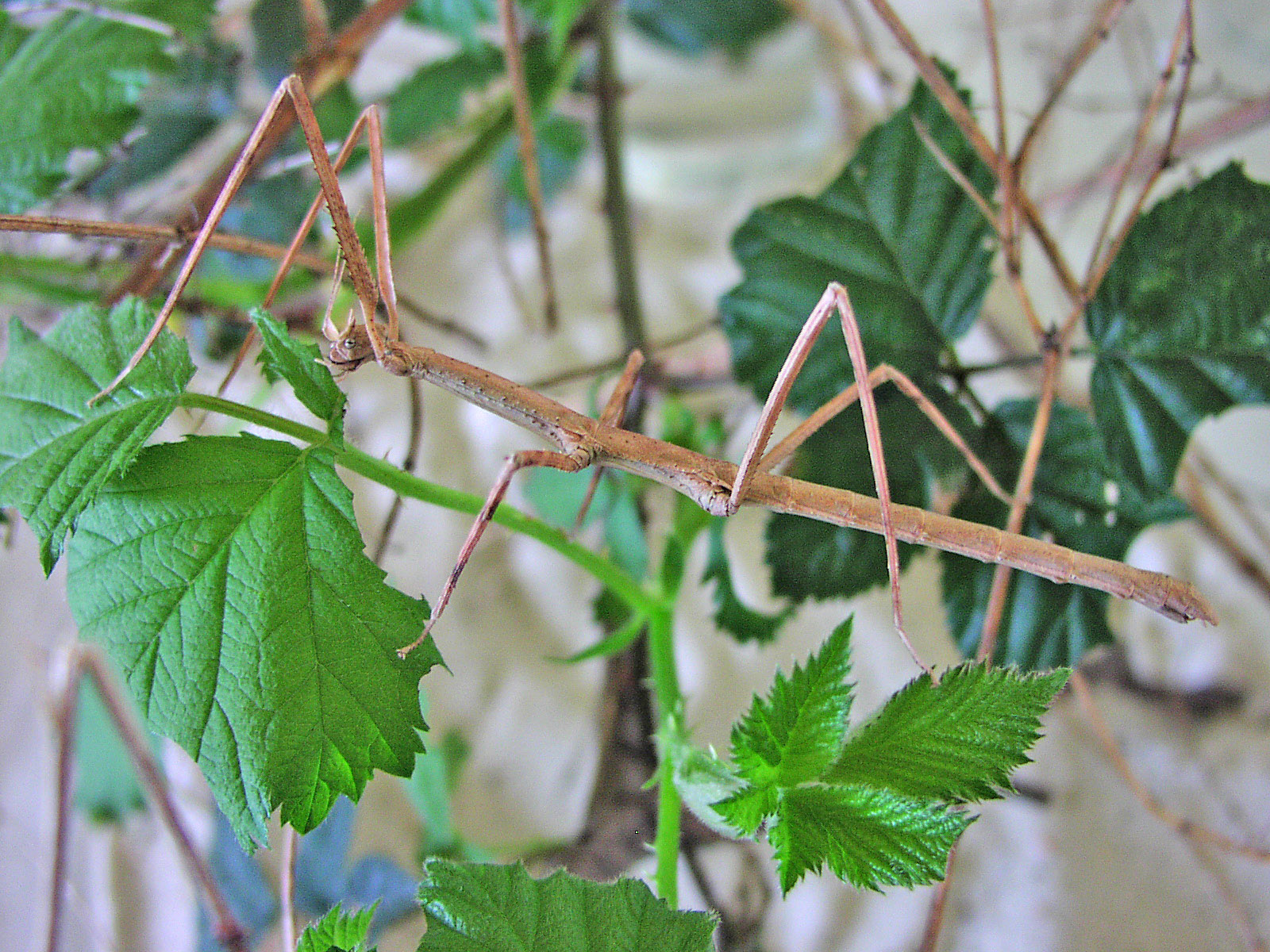
Medauroidea extradentata

En general, los insectos palo, como su nombre indica, tienen forma de ramita, lo que les hace pasar inadvertidos para muchos depredadores. No obstante, no es el único sistema que tienen estos insectos de defenderse de los enemigos.
Tanto los comúnmente llamados insectos palo como los insectos hoja pertenecen al orden Phasmida (o Phasmatodea), pero pertenecen a distintas superfamilias. La forma de hoja de estos animales se refuerza porque sus alas están adornadas con dibujos que recuerdan enormemente a las inervaciones que tienen las hojas de las plantas y porque sus patas están dotadas de expansiones laminares que se confunden con las de las propias hojas.

## Biología y ecología
Viven generalmente sobre arbustos y árboles de los que se alimentan, presentando tanto homotipia como homocromía. Tanto si son ninfas como adultos, los insectos palo generalmente se refugian de sus depredadores escondiéndose entre la vegetación durante el día; por la noche es cuando tienen actividad y se alimentan o copulan. En ocasiones aprovechan brisas de aire para moverse o comer, aprovechando que al mismo tiempo se mueven algunas hojas y tallos de la planta sobre la que estén y así no llaman la atención demasiado.
Los estadios inmaduros o ninfas presentan generalmente morfología similar a la del adulto pero en miniatura. Para crecer realizan generalmente de 5 a 7 mudas (las hembras suelen hacer más mudas que los machos). En algunas especies la coloración varía durante las distintas etapas del crecimiento en función de varios factores (genéticos, ambientales, etc.) El ciclo de vida varía según las especies pero puede ser de varios meses hasta tres años.
Aparte de su apariencia críptica, también cuentan con otros sistemas defensivos, como hacer ruido o tener estructuras con vivos colores, sus alas, que despliegan cuando se sienten amenazados, entre otros muchos.
Además, se pueden desprender de sus extremidades (fenómeno denominado autotomía) cuando son capturados por un depredador y sujetados por este punto. Algo parecido a lo que ocurre en algunos reptiles como las lagartijas con la cola.

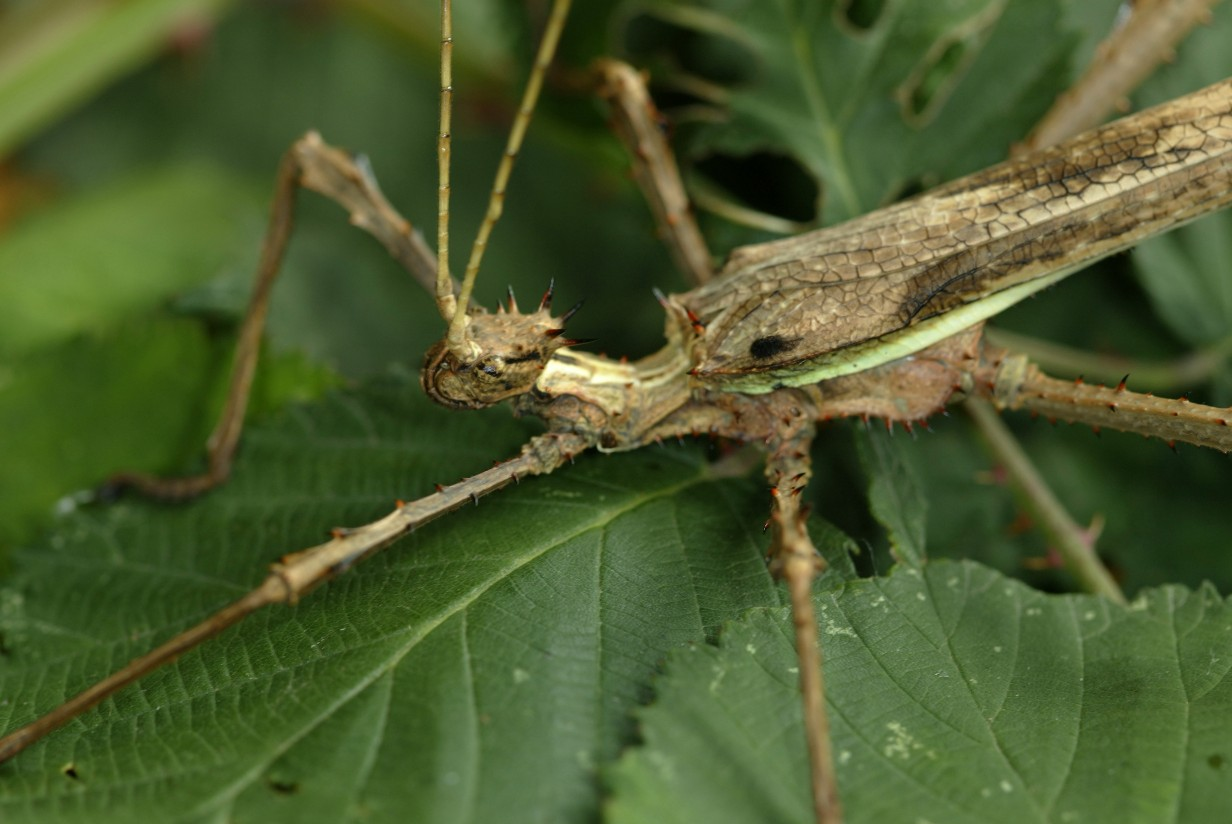
Heteropteryx dilatata macho

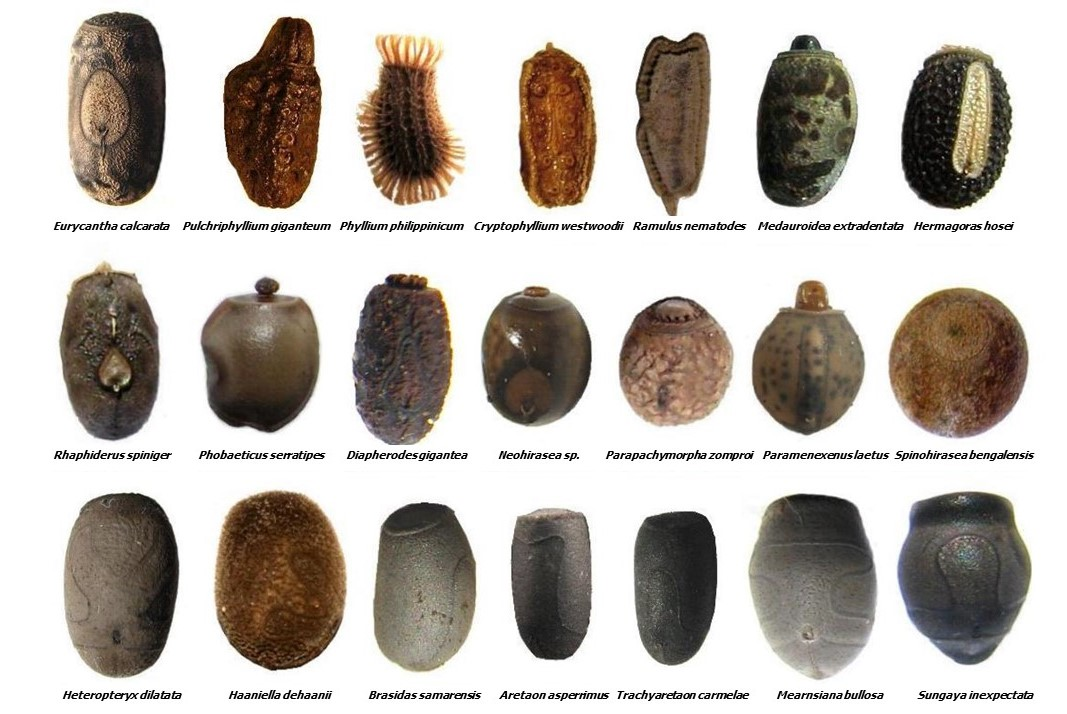
Huevos de diferentes especies de Phasmatodea

## Reproducción y desarrollo
El ciclo vital de los fásmidos varía en función de la especie, habiendo casos en los que tan sólo dura entre 4 y 6 meses y otros en los que puede durar más de un año. En muchos casos se puede observar el espermatóforo que utiliza el macho para transferir los espermatozoides a la hembra durante el apareamiento. El tiempo de la cópula puede variar en función de la especie.
La mayoría de especies de insecto palo se pueden reproducir sexualmente y o por partenogénesis. En algunos casos, aunque la reproducción sexual sea lo común, también puede darse la partenogénesis si no hay machos, aunque probablemente esto hace que disminuya la variabilidad genética de la descendencia. Para algunas especies se desconoce si existen machos, ya que nunca se han observado, aunque lo más probable es que sí que los haya, aunque sean muy escasos.
Ponen huevos provistos de una especie de tapadera, llamada opérculo, que se desprende en la eclosión para que la ninfa salga. Los huevos suelen ser similares a semillas y según la especie pueden variar en color, tamaño, forma, textura, dureza, etc.
Hay diferentes métodos de puesta según la especie; por ejemplo, en el caso de Extatosoma tiaratum, la hembra lanza los huevos y caen al suelo; otro caso diferente (Brasidas samariensis) es el de las especies en las que las hembras poseen epiprocto que utilizan para enterrar los huevos; y por último también se dan casos en los que los huevos son pegados en ramas u hojas, es el caso de Sipyloidea sipylus.
También se ha registrado la reproducción por androgénesis en los insectos palo del género Bacillus como Bacillus rossius y Bacillus grandii 

## Adaptaciones antipredadores

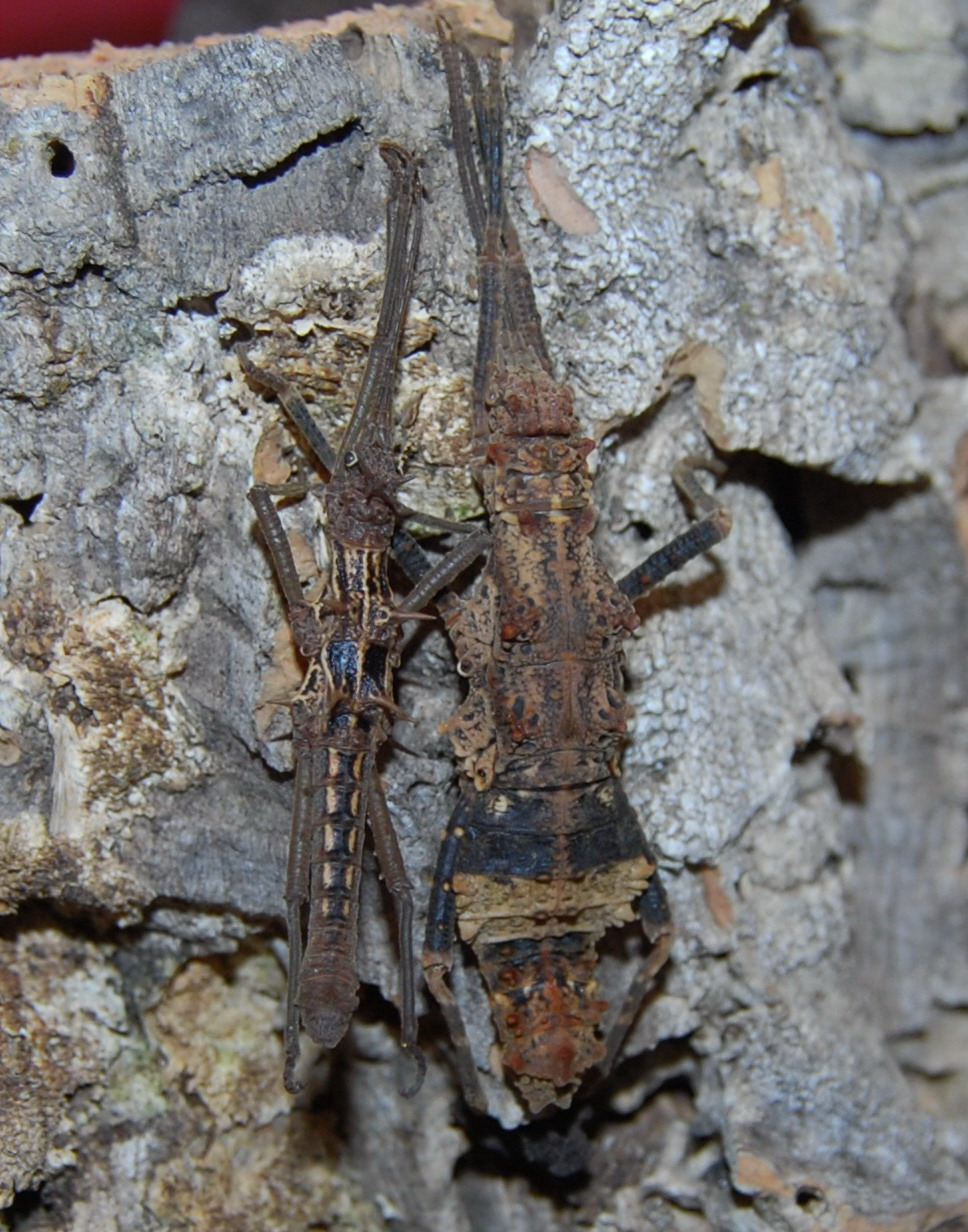
Una pareja de camuflados Dares ulula

Las especies de Phasmatodea presentan mecanismos de defensa frente a depredadores que evitan que se produzca un ataque en primer lugar (defensa primaria), y defensas que se despliegan después de que se haya iniciado un ataque (defensa secundaria). 
El mecanismo de defensa más fácilmente identificable con Phasmatodea es el camuflaje, en forma de mimetismo vegetal. La mayoría de los fásmidos son conocidos por replicar eficazmente las formas de palos y hojas, y los cuerpos de algunas especies (como Pseudodiacantha macklotti y Bactrododema centaurum) están cubiertos de musgos o líquenesexcrecencias que complementan su disfraz. Algunas especies tienen la capacidad de cambiar de color a medida que cambia su entorno (Bostra scabrinota, Timema californica). En una adaptación conductual adicional para complementar la cripsis, varias especies realizan un movimiento de balanceo en el que el cuerpo se balancea de lado a lado; se cree que esto imita el movimiento de las hojas o ramitas que se mecen con la brisa.  Los hábitos alimentarios nocturnos de los adultos también ayudan a los Phasmatodea a permanecer ocultos de los depredadores.

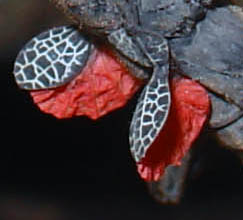
Hindwing despliegue deimatico (sobresalto) de un macho de Peruphasma schultei

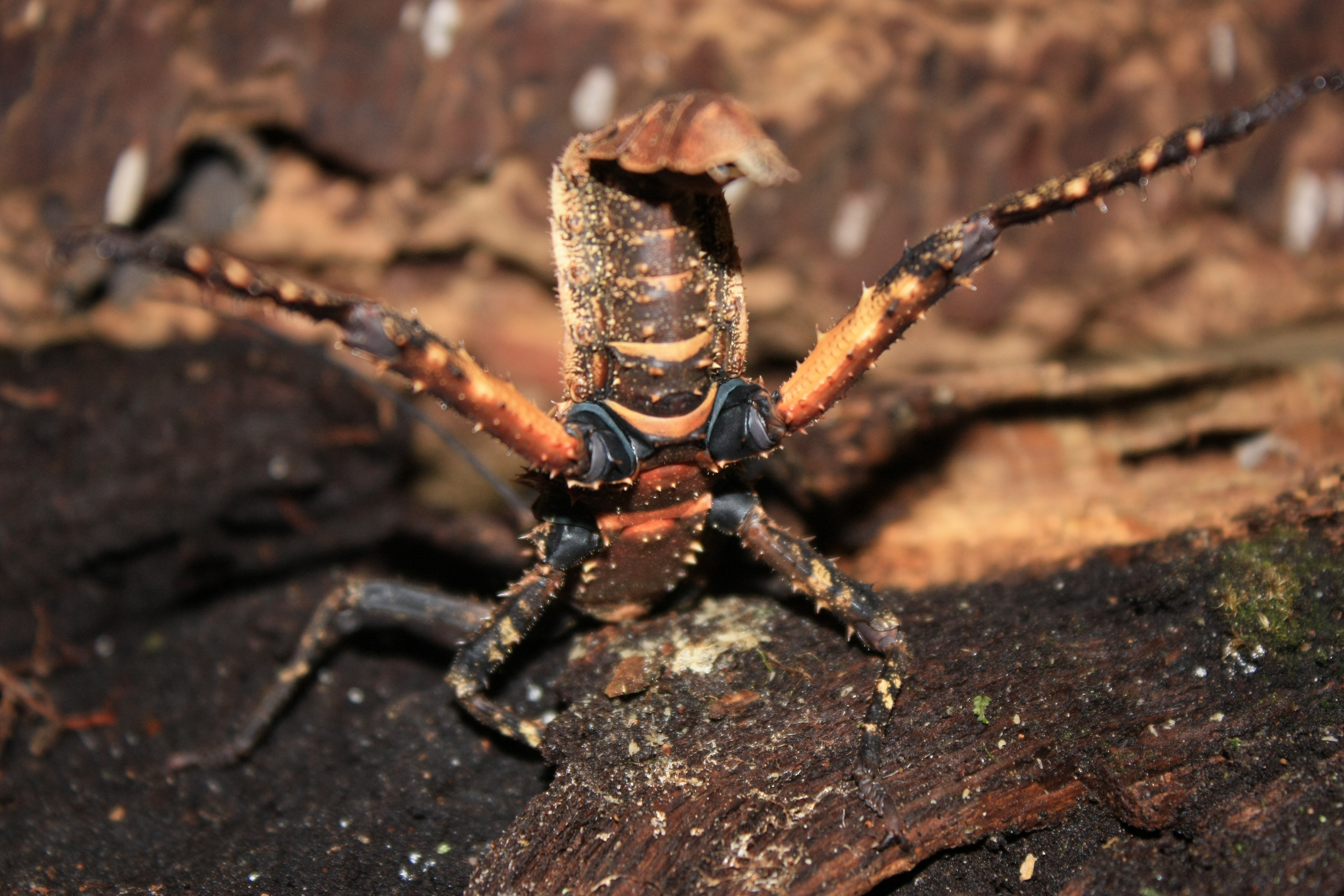
Postura defensiva de una hembra subadulta Haaniella dehaanii

En un método de defensa aparentemente diferente, muchas especies de Phasmatodea buscan espantar al depredador invasor mostrando colores brillantes que normalmente están ocultos, y haciendo un ruido fuerte.Cuando se les molesta en una rama o follaje, algunas especies, mientras caen a la maleza para escapar, abrirán sus alas momentáneamente durante la caída libre para mostrar colores brillantes que desaparecen cuando el insecto aterriza. Otras mantienen el despliegue hasta 20 minutos, con la esperanza de asustar al depredador y aparentar un mayor tamaño. Algunos, como Pterinoxylus spinulosus, acompañan la exhibición visual con el ruido que hacen al frotar partes de las alas.
Se ha observado que algunas especies, como las ninfas jóvenes de Extatosoma tiaratum, enroscan el abdomen hacia arriba sobre el cuerpo y la cabeza para parecerse a hormigas o escorpiones en un acto de mimetismo, otro mecanismo de defensa por el que los insectos evitan convertirse en presas. Los huevos de algunas especies, como el Diapheromera femorata', tienen proyecciones carnosas parecidas a elaiosomas (estructuras carnosas a veces adheridas a las semillas) que atraen a las hormigas. Cuando el huevo ha sido llevado a la colonia, la hormiga adulta alimenta con el elaiosoma a una larva mientras que el huevo fásmido se deja para que se desarrolle en los recovecos del nido en un entorno protegido.
Cuando se sienten amenazados, algunos fásmidos que están equipados con espinas femorales en las patas metatorácicas (Oncotophasma martini, Eurycantha calcarata, Eurycantha horrida, Diapheromera veliei, Diapheromera covilleae,'Heteropteryx dilatata) responden curvando el abdomen hacia arriba y juntando repetidamente las patas, agarrando la amenaza. Si la amenaza es atrapada, las espinas pueden, en los humanos, extraer sangre e infligir un dolor considerable.
Algunas especies están equipadas con un par de glándulas en el borde anterior (delantero) del protórax que permite al insecto liberar secreciones defensivas, incluidos compuestos químicos de efecto variable: algunos producen olores distintos, y otros pueden causar una sensación de escozor y ardor en los ojos y la boca de un depredador. El aerosol a menudo contiene volátiles de olor acre [que antes se creía que se concentraban en el insecto a partir de sus fuentes de alimento vegetal. Sin embargo, ahora parece más probable que el insecto fabrique sus propias sustancias químicas defensivas.  Además, se ha demostrado que la química del aerosol de defensa de al menos una especie, Anisomorpha buprestoides', varía en función de la etapa de vida del insecto o de la población concreta de la que forma parte. Esta variación de pulverización química también se corresponde con formas de color específicas de la región en las poblaciones de Florida, teniendo las diferentes variantes comportamientos distintos.   El aerosol de una especie, Megacrania nigrosulfurea, se utiliza como tratamiento para infecciones de la piel por una tribu en Papua Nueva Guinea debido a sus antibacteriano constituyentes. Algunas especies emplean una secreción defensiva de menor alcance, en la que los individuos sangran por reflejo a través de las articulaciones de sus patas y las costuras del exoesqueleto cuando son molestados, permitiendo que la sangre (hemolinfa), que contiene compuestos desagradables, disuada a los depredadores. Otra estratagema consiste en regurgitar el contenido de su estómago cuando son acosados, lo que repele a posibles depredadores.

## Extinción

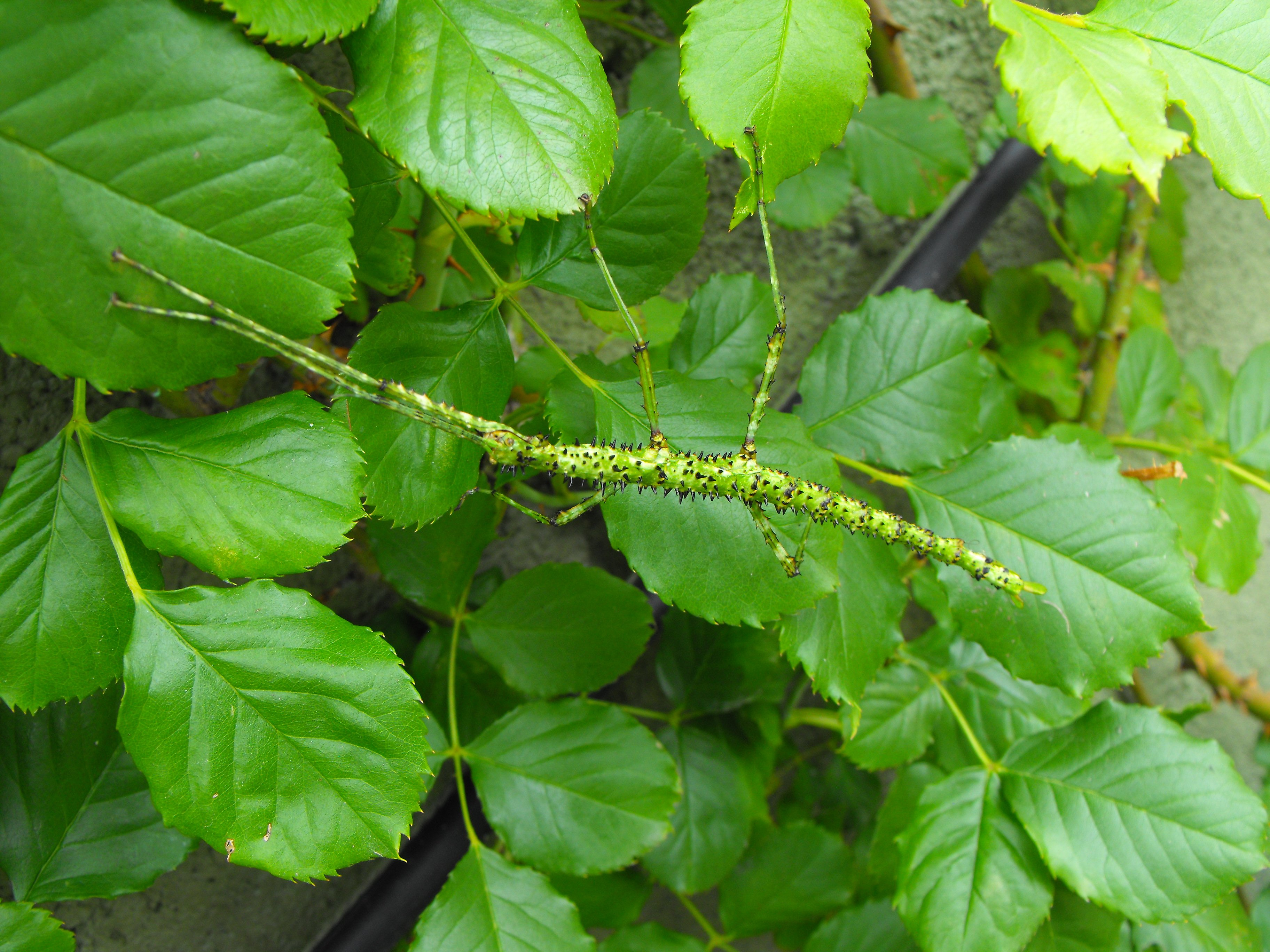
Acanthoxyla prasina o el insecto palo espinoso, nativo de Nueva Zelanda, se cree que se reproduce por partenogénesis; no se registraron machos hasta 2016 cuando se descubrió un solo macho en el Reino Unido donde se introdujo este linaje.

Una especie australiana, el insecto palo de la isla Lord Howe, ahora figura como en peligro crítico de extinción. Se creía extinta hasta su redescubrimiento en la roca conocida como Pirámide de Ball. Se está realizando un esfuerzo en Australia para criar esta especie en cautiverio.
El más conocido de los insectos palo es el insecto palo indio o de laboratorio. (Carausius morosus). Este insecto crece hasta aproximadamente 10 cm y se reproduce partenogénicamente, y aunque se han registrado machos, son raros.
Fósiles de géneros y especies extintos de Eoprephasma hichensi se han recuperado de sedimentos Ypresianos en el estado estadounidense de Washington y en la provincia canadiense de la Columbia Británica. La especie es uno de los miembros más jóvenes del grupo Susumanioidea.

## Fásmidos de Europa
En Europa hay unas 17 especies de insectos palo descritas, pertenecientes a los géneros Bacillus, Clonopsis, Leptynia y Pijnackeria. También hay unas pocas especies más que habitan en Europa pero que son introducidas, como ocurre por ejemplo con un par de especies del género Acanthoxyla, que son originarias de Madagascar pero están presentes en el sur de Inglaterra.
En la península ibérica, actualmente hay descritas 13 especies y varias subespecies. Su ciclo biológico es anual, siendo activos únicamente durante los meses más calurosos (especialmente los géneros Leptynia y Pijnackeria), que suelen ser desde finales de primavera hasta principios de otoño.

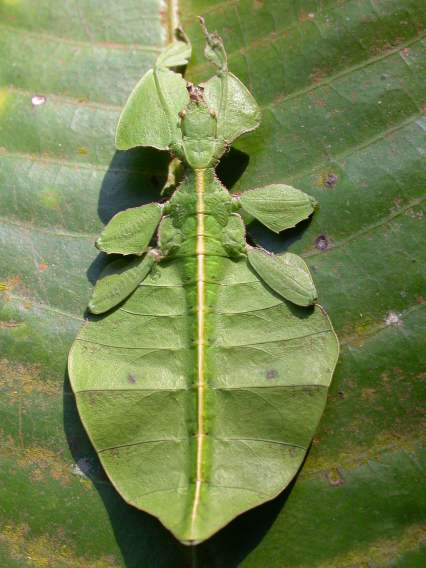
Phyllium sp., de los Ghats occidentales
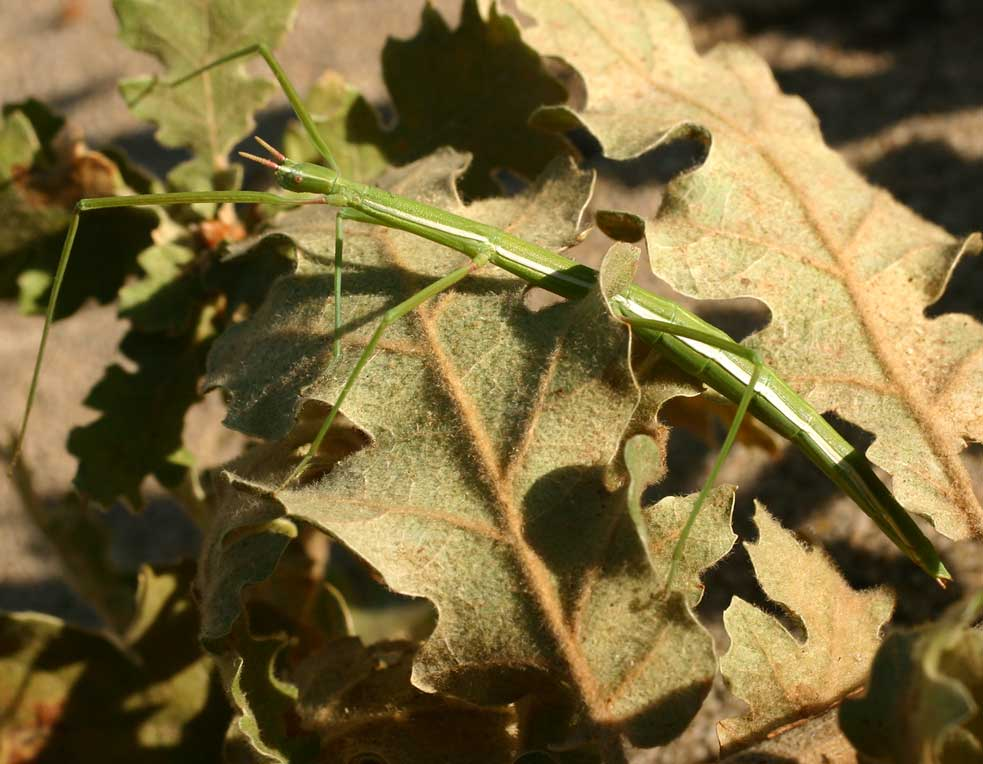
Clonopsis gallica
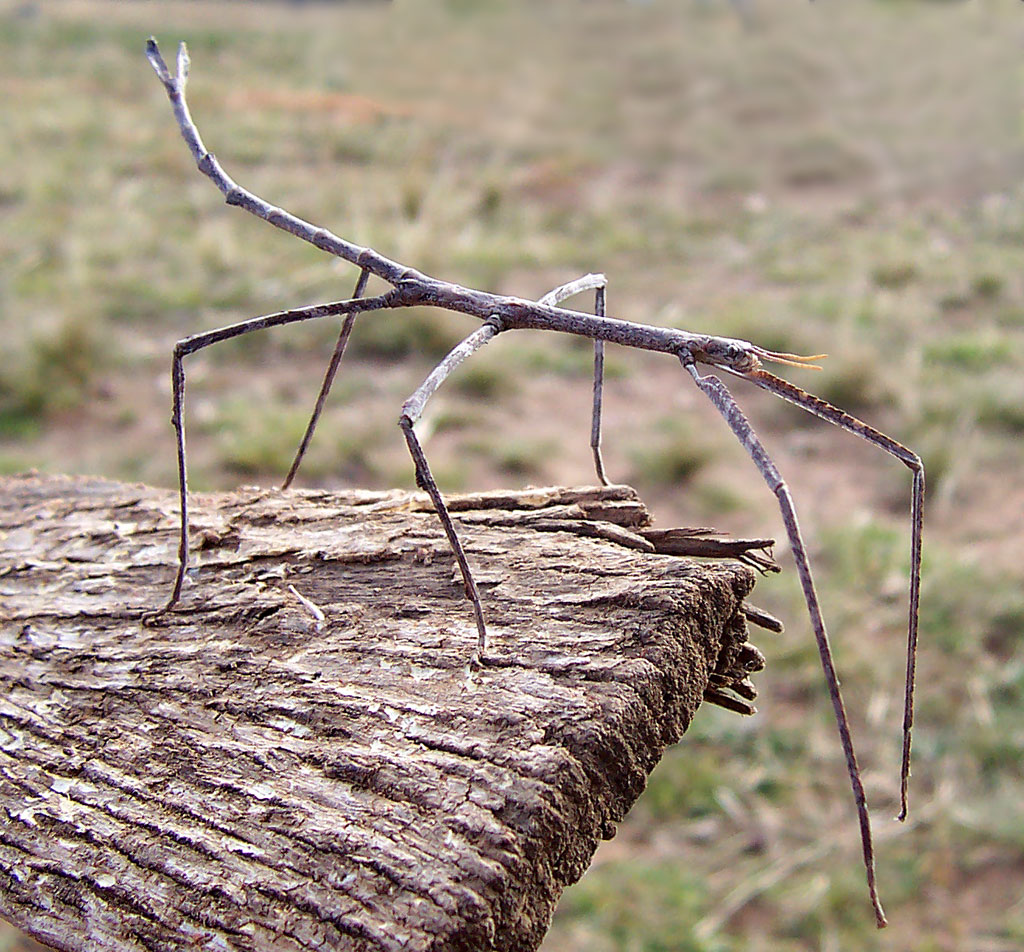
Ctenomorpha chronus
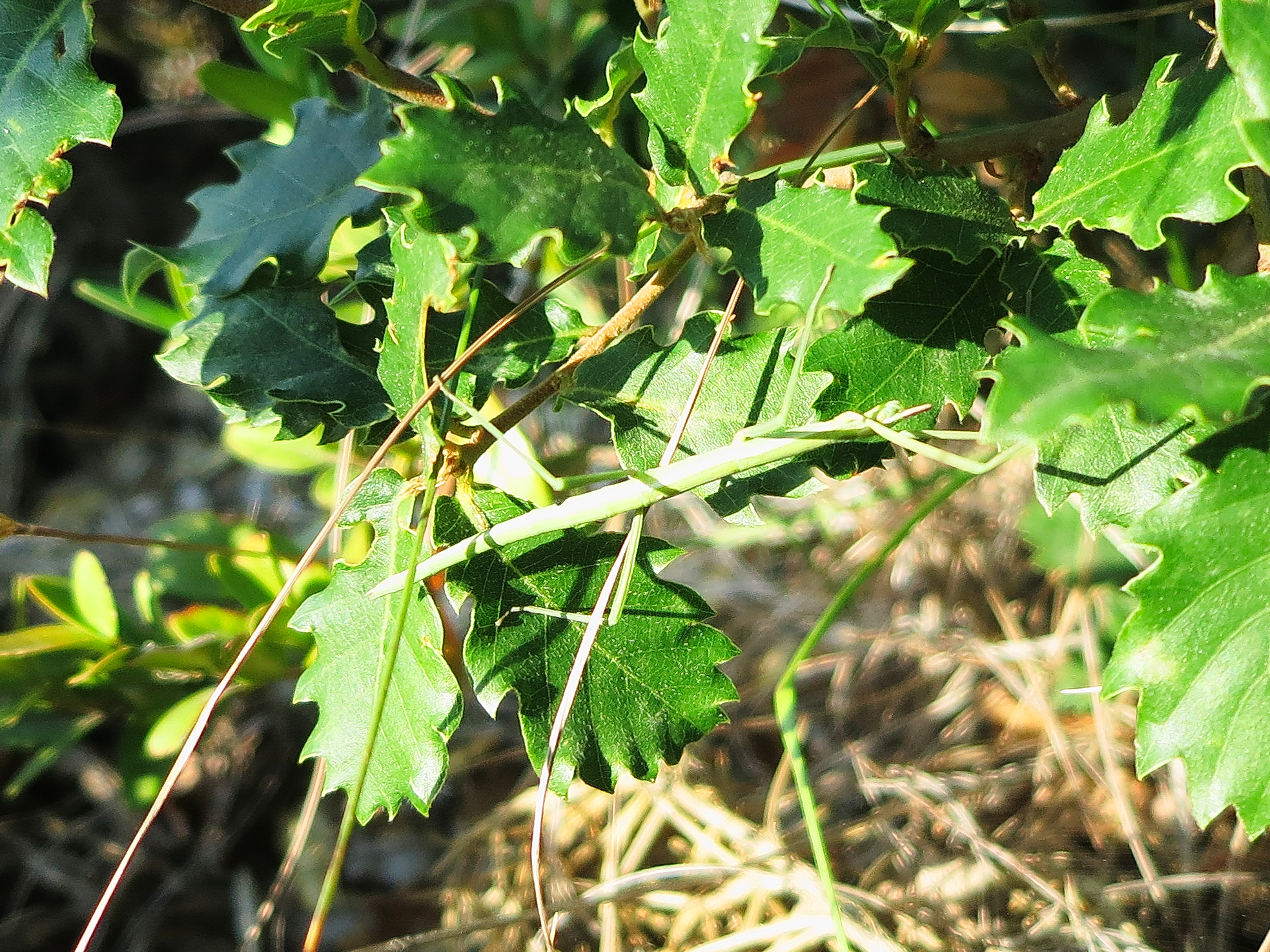
Leptynia hispanica

## Sistemática
| Subórdenes      | N.º de especies | Notas                                               | Imagen |
| --------------- | --------------- | --------------------------------------------------- | ------ |
| Agathemerodea   | 8               | Se necesita más información                         |        |
| Timema          | 21              | Considerado rama más temprana de árbol filogenético |        |
| Verophasmatodea | Desconocido     | La mayoría de las especies vivientes                |        |